# Campeonato Italiano de Rugby 1951-52
El Campeonato de Rugby de Italia de 1951-52 fue la vigésimo segunda edición de la primera división del rugby de Italia.

## Sistema de disputa
El torneo se disputó en formato liga en donde cada equipo enfrentaba a cada uno de sus rivales en condición de local y de visitante.
El equipo que al finalizar el campeonato se ubique en la primera posición se corona campeón del torneo.

## Desarrollo
- Tabla de posiciones:[1]

| Pos. | Equipo            | Encuentros | Encuentros | Encuentros | Encuentros | Tantos | Tantos | Tantos | Puntos |
| Pos. | Equipo            | PJ         | PG         | PE         | PP         | F      | C      | Dif    | Puntos |
| ---- | ----------------- | ---------- | ---------- | ---------- | ---------- | ------ | ------ | ------ | ------ |
| 1.º  | Rovigo            | 18         | 15         | 1          | 2          | 249    | 48     | +201   | 31     |
| 2.º  | Rugby Parma       | 18         | 14         | 2          | 2          | 178    | 51     | +127   | 30     |
| 3.º  | Rugby Brescia     | 18         | 10         | 1          | 7          | 72     | 107    | -35    | 21     |
| 4.º  | Rugby Roma        | 18         | 7          | 6          | 5          | 90     | 81     | +9     | 19     |
| 5.º  | A.S. Rugby Milano | 18         | 7          | 4          | 7          | 105    | 80     | +25    | 18     |
| 6.º  | Amatori Milano    | 18         | 7          | 3          | 8          | 90     | 74     | +16    | 17     |
| 7.º  | L'Aquila Rugby    | 18         | 6          | 2          | 10         | 68     | 92     | -24    | 14     |
| 8.º  | Petrarca Rugby    | 18         | 4          | 3          | 11         | 86     | 116    | -30    | 11     |
| 9.º  | Partenope Rugby   | 18         | 5          | 1          | 12         | 65     | 198    | -133   | 11     |
| 10.º | Rugby Bologna     | 18         | 2          | 3          | 13         | 76     | 232    | -156   | 7      |

|  | Campeón.  |
|  | Descenso. |

### Campeón
| Bandera de Italia |
| Campeón Rovigo    |
| Segundo título    |